# Sociale huurwoning
Een sociale huurwoning is in Nederland een type huurwoning waarbij gehuurd wordt met een kale huur die bij aanvang van de huur niet hoger is dan de dan geldende liberalisatiegrens (2023: € 808,06 per maand), of als een volgens het Woningwaarderingsstelsel redelijke huur niet hoger is dan deze grens en de nieuwe huurder binnen zes maanden na aanvang van de huur dit laat corrigeren bij huurovereenkomsten voor onbepaalde tijd. Bij huurovereenkomsten voor bepaalde tijd aangegaan (voor 1 juli 2024 was dat nog mogelijk) is het mogelijk om de huur te laten toetsen binnen zes maanden nadat de huur eindigt. Deze woningen vormen de gereguleerde huursector. Vooral woningcorporaties, maar ook particulieren en commerciële bedrijven, verhuren woningen in de gereguleerde huursector.
In Nederland dient een woningcorporatie 80% van hun beschikbare sociale-huurwoningen, die vrij komen voor verhuur, toe te wijzen aan mensen met een inkomen tot 39.055 euro (in 2020). 10% mag naar inkomens tussen 39.055 en 43.574 euro, de laatste 10% mag naar andere inkomens.